# Шон Еверит
Шон Еверит (енгл. Sean Everitt; 1. јануар 1970) јужноафрички је професионални рагби тренер. Тренутно ради као главни тренер франшизе Шаркс, јужноафричког представника у најјачем клупском рагби такмичењу на Свету Супер рагбију. Еверит предводи Шарксе као главни тренер и у Првенству Јужноафричке Републике у рагбију.